# Voices (Higdon)

Voices est une œuvre de musique de chambre pour quatuor à cordes de la compositrice américaine Jennifer Higdon écrite en 1993.

## Contexte et création
Jennifer Higdon compose Voices en 1993 sur une commande de la Philadelphia Chamber Music Society.

## Structure
L'œuvre comprendre trois mouvements :
1. Blitz
2. Soft Enlacing
3. Grace

## Analyse

### Blitz
Le premier mouvement est d'une énergie toute frénétique. Très intense, le quatuor est toujours prêt à exploser.

### Soft Enlacing
Le deuxième mouvement est beaucoup plus calme, apportant un fort contraste avec le mouvement précédent. La compositrice le décrit elle-même comme un chemin parcouru à travers sa maison en pleine nuit : si le sol est solide, le reste n'est qu'ombre mouvante.

### Grace
Le troisième et dernier mouvement est le plus calme du trio.